# نيكولاي دوبروليوبوف

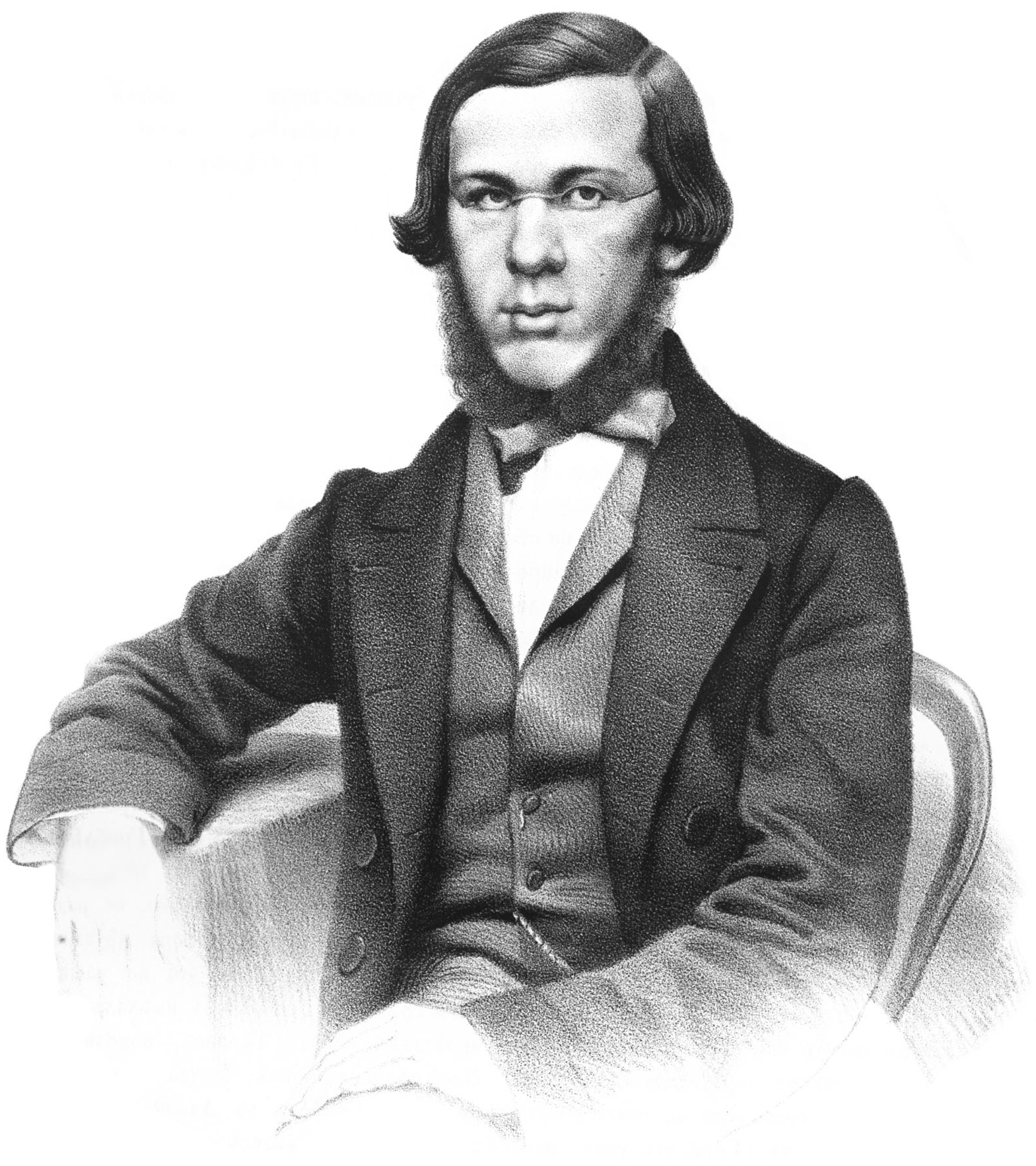

نيكولاي الكسندروفيتش دوبروليوبوف (الروسية: Никола́й Алекса́ндрович Добролю́бов) هوَ ناقدٌ أدبي روسيّ وصحفي وشاعر وثوري ديمقراطي. وُلِدَ في نيجني نوفغورود 5 فبراير 1836 وتوفّي في سانت بطرسبرغ عام 29 نوفمبر 1861.

## حياته
وُلِدَ نيكولاي في نيجني نوفغورود حيث كان والِده كاهِناً في إحدة كنائسها. ارتاد المدرسة من 1848 إلى 1853، واعتَبره مُعلّموه أنه طفلٌ عبقري، وفي منزله كان يقضي معظم وقته في مكتبة والده يُطالع الكتب. في سن الثالثة عشر كان يكتب الشعر ويُترجم ابياتٍ من الشعراء الرومانيين مثل هوراس. في 1853 ذهب إلى سانت بطرسبرغ ودخل جامعتها. وبعد وفاة والِديه عام 1854، تولّى مسؤولية أشقاءه وشقيقاته. عمل كمدرّس خاص ومترجم من أجل عونِ أسرته ومواصلة دراسته. وكان عبئ العمل والدراسة ومسؤولية عائلته أثراً سلبياً لصحته.
وخلال سنواته في الجامعة نظم حَلقة ديمقراطية سريّة، وأصدَر صحيفةً كتابيّة، وقاد الطُلّاب في كفاحهم ضد نظام الجامعة الرجعي. ديوانُه On the 50th Birthday of N. I. Grech (1854) وOde on the Death of Nicholas I (1855)، طُبِعت ونُشرت داخل الجامعة وخارجها وأظهرت موقفه العدائي تجاه الاستبداد.
في عام 1856، التقى الناقد المُلهِم نيكولاي تشيرنيشيفسكي، والناشر نيكولاي نيكراسوف. وسرعان ما بدأ نشر أعماله في مجلة نيكراسوف الشعبية سوفريمنيك. في عام 1857، بعد تخرجه من الجامعة، انضم لموظفي المجلّة كرئيس لقسم النقد. وعلى مدى السنوات الأربع التالية كتب عدّة مقالات نقدية.
في مايو 1860، وبإصرار أصدقائه، سافر للخارج في محاولة لعلاج السل الأولي، والذي تفاقم بسبب الإرهاق. وقد عاش في ألمانيا وسويسرا وفرنسا ولأكثر من ستة أشهر في إيطاليا، حيث كانت حركة التحرير الوطني بقيادة جوزيبي غاريبالدي تأخذها مقراً لها، وقد كتب عدداً من المقالات حول إيطاليا والحالة السياسيّة هناك.
عاد إلى روسيا في يوليو 1861. وتوفي في نوفمبر 1861 بعمر الخامسة والعشرين بسبب السل الحاد. ودفن بجانب فيساريون بلنسكي في مقبرة فولكوفو في سانت بطرسبرغ.

## روابط خارجية
- نيكولاي دوبروليوبوف على موقع الموسوعة البريطانية (الإنجليزية)